# Diana Damrau

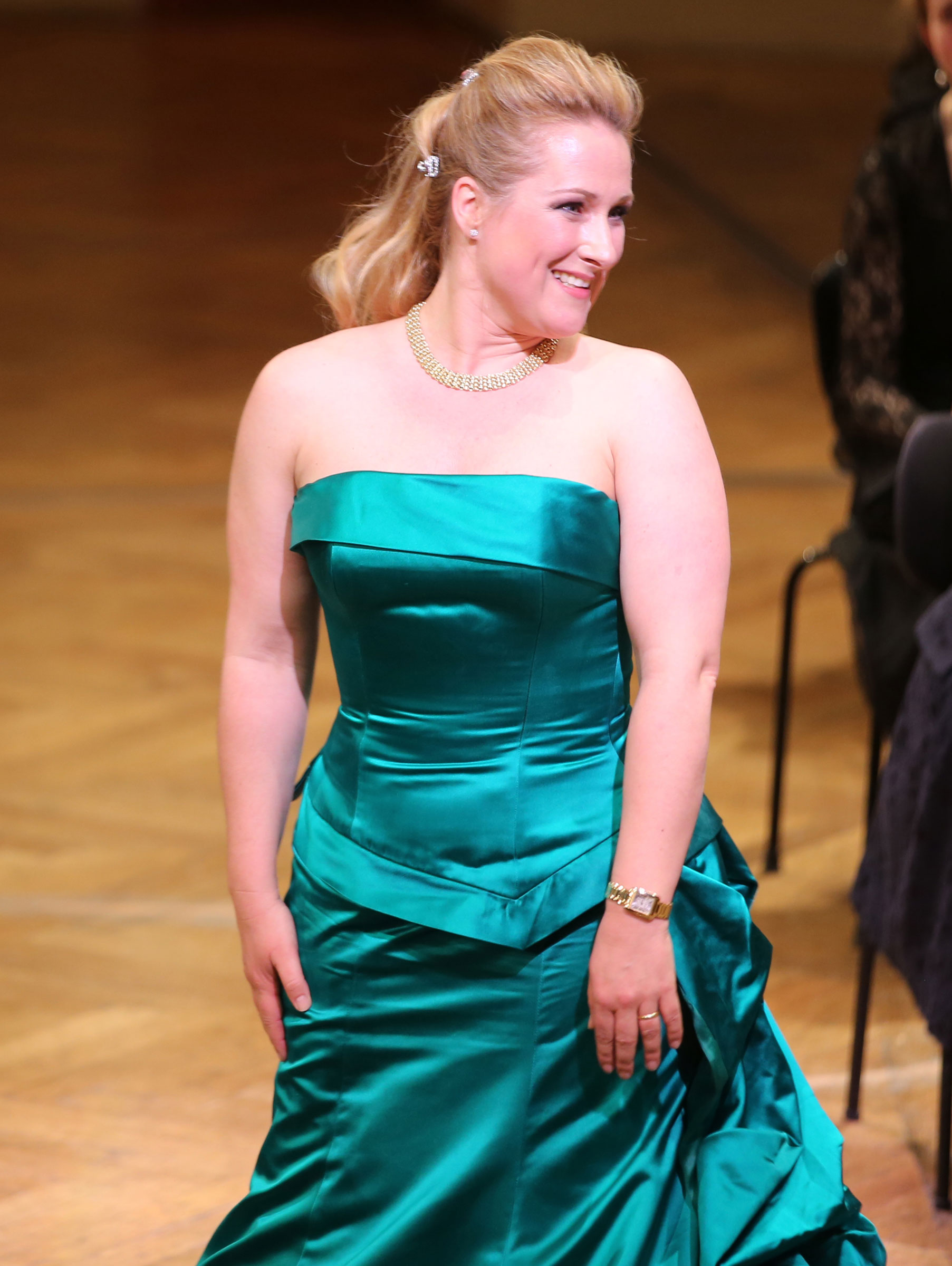
Diana Damrau, 2012

Diana Damrau (* 31. Mai 1971 in Günzburg) ist eine deutsche Sopranistin und Bayerische Kammersängerin. Sie ist insbesondere als Belcanto-, Mozart- und Strauss-Interpretin bekannt.

## Leben und Wirken

### Ausbildung
Diana Damrau wuchs in Günzburg auf. Der Zeffirelli-Film La Traviata mit Teresa Stratas weckte in ihr den Wunsch, Opernsängerin zu werden. Entdeckt wurde sie von ihrem Musiklehrer, der die Gymnasiastin an seine Frau, die rumänische Opernsängerin Carmen Hanganu, weitervermittelte, die ihr Gesangsunterricht erteilte. Nach dem Abitur am Dossenberger-Gymnasium Günzburg studierte sie Gesang an der Hochschule für Musik Würzburg. Da man sie nicht von ihrer Gesangslehrerin trennen wollte, wurde Carmen Hanganu als Dozentin mitübernommen. 1995 schloss Damrau ihr Studium mit Auszeichnung ab. Sie besuchte darüber hinaus in Salzburg die Meisterklasse bei Hanna Ludwig.
Während ihrer Studienzeit geriet sie aufgrund eines Ödems am rechten Stimmband in eine schwere Krise. Nach Beratung mit mehreren Ärzten entschied sie sich für eine langsame Heilung von etwa eineinhalb Jahren ohne Operation.

### Karriere als Opernsängerin
Ihr Bühnendebüt gab Damrau 1995 als Eliza (My Fair Lady) am Mainfranken Theater Würzburg. Es folgten Festengagements am Nationaltheater Mannheim und der Oper Frankfurt. Partien: Gilda (Rigoletto), Oscar (Ein Maskenball), Zerbinetta (Ariadne auf Naxos), Olympia (Hoffmanns Erzählungen) und die Königin der Nacht (Die Zauberflöte). Als Königin der Nacht gastierte sie unter anderem an der Bayerischen Staatsoper, am Royal Opera House Covent Garden London, bei den Salzburger Festspielen, an der Wiener Staatsoper, an der Deutschen Oper Berlin, der Staatsoper Unter den Linden und am Staatstheater Hannover.
Damraus Repertoire umfasst weitere Mozart-Rollen wie Konstanze (Die Entführung aus dem Serail), Donna Anna (Don Giovanni), Susanna und Contessa (Le nozze di Figaro), Belcanto-Partien wie Lucia di Lammermoor, Elvira in I puritani, Violetta in La traviata, Norina (Don Pasquale), Adina (L’elisir d’amore), Rosina (Il barbiere di Siviglia) sowie Strauss-Partien wie Sophie (Der Rosenkavalier), Zdenka (Arabella), Aminta (Die schweigsame Frau) und Aithra (Die ägyptische Helena). Ihr Repertoire reicht über das französische Fach bis hin zu zeitgenössischen Komponisten wie Friedrich Cerha und Lorin Maazel. Für Damrau komponierte Iain Bell die Oper A Harlot’s Progress (Libretto: Peter Ackroyd nach dem Zyklus A Harlot’s Progress von William Hogarth), uraufgeführt am 13. Oktober 2013 im Theater an der Wien unter der musikalischen Leitung von Mikko Franck, inszeniert von Jens-Daniel Herzog.
Seit 2002 ist Damrau freischaffend tätig. Ihr USA-Debüt gab sie 2002 mit Leonard Slatkin im Washingtoner Kennedy-Center. Mittlerweile ist sie häufig an der New Yorker Metropolitan Opera zu hören. Beachtung fand ihr Auftritt als Europa in Antonio Salieris Oper L’Europa riconosciuta zur Wiedereröffnung der Mailänder Scala 2004. Ein Höhepunkt ihrer Karriere war das Open-Air-Konzert anlässlich der Fußball-Weltmeisterschaft im Sommer 2006 im Olympiastadion von München mit Plácido Domingo. An der Metropolitan Opera sang Damrau 2007 in einer Aufführungsserie der Zauberflöte sowohl die Königin der Nacht als auch Pamina, im Oktober 2008 die Titelrolle in Lucia di Lammermoor, im Februar 2010 die Marie in La fille du régiment. In der Spielzeit 2011/2012 sang sie an der Bayerischen Staatsoper München in Jacques Offenbachs Hoffmanns Erzählungen die Olympia, Antonia und Giulietta sowie die Stella. 2013/14 sang sie die Violetta in La traviata u. a. an der Mailänder Scala, in London, Paris, New York und bei den Opernfestspielen in München. Damrau singt Belcanto-Partien wie Lucia di Lammermoor (Bayerische Staatsoper 2015), Leila in Bizets Die Perlenfischer (Theater an der Wien 2014) und Massenets Manon (Metropolitan Opera New York 2015). Am 27. und 29. Juni 2017 sang sie an der Bayerischen Staatsoper in München die Violetta in Verdis La traviata. Die Partie übernahm sie spontan. Auch Plácido Domingo sprang kurzfristig ein.

### Lied- und Konzertsängerin
Damrau ist auch international als Lied- und Konzertsängerin tätig. Ihr Konzertrepertoire enthält Werke von Johann Sebastian Bach, Ludwig van Beethoven, Johannes Brahms, Henri Duparc, Georg Friedrich Händel, Wolfgang Amadeus Mozart, Antonio Salieri, Giacomo Meyerbeer, Samuel Barber, Gabriel Fauré und Alexander von Zemlinsky. Sie trat mit den Pianisten Stephan Matthias Lademann und Gerold Huber auf und wurde im Jahre 2015 von Helmut Deutsch und Julius Drake begleitet. Mit dem Harfenisten Xavier de Maistre konzertiert sie ebenfalls regelmäßig als Liedsängerin. Damrau war bei der Schubertiade Schwarzenberg, beim Kissinger Sommer, den Salzburger Festspielen und anderen Festivals zu hören.

### Aufnahmen
Mehrere CDs, Videos, Rundfunk- und Fernsehauftritte beim BR, WDR, HR, ORF und bei der BBC dokumentieren Damraus Sängerkarriere. Zusammen mit dem argentinischen Bariton Ivan Paley nahm sie zu Beginn ihrer Laufbahn mehrere Lied-CDs, beispielsweise mit Werken von Clara Schumann und Robert Schumann sowie Gustav Mahler, auf. Für ihre Mozart-CD Zaide erhielt sie die Auszeichnung Le Timbre de Platine.

### Privates
Im Mai 2010 heiratete Diana Damrau den Bassbariton Nicolas Testé. Sie hat zwei Söhne, geboren 2010 und 2012.

## Auszeichnungen (Auswahl)
- 1996: 2. Preis beim Mozartfest-Gesangswettbewerb in Würzburg
- 1999: 2. Preis beim 7. Internationalen Mozartwettbewerb in Salzburg
- 2005: Rose der Woche der Münchner Tageszeitung tz
- 2005: Stern des Jahres der Münchner Abendzeitung
- 2007: Kulturpreis Bayern
- 2007: Ernennung zur jüngsten Bayerischen Kammersängerin durch den bayerischen Wissenschaftsminister Thomas Goppel
- 2008: Bayerische Europa-Medaille (für ihren vorbildlichen Einsatz für Europa)
- 2008: Sängerin des Jahres der Zeitschrift Opernwelt für ihre Rolle als Gilda in Verdis Rigoletto an der Semperoper in Dresden sowie für ihre Susanna in Mozarts Le nozze di Figaro bei den Salzburger Festspielen
- 2010: Kulturpreis der Stadt Würzburg
- 2010: Bayerischer Maximiliansorden für Wissenschaft und Kunst[6]
- 2014: International Opera Award (London) als beste Sängerin[7]
- 2014: Echo Klassik in der Kategorie Klassik ohne Grenzen für Forever[8]
- 2016: Österreichischer Musiktheaterpreis in der Kategorie Beste weibliche Hauptrolle für die Darstellung der Leila in Bizets Les pêcheurs de perles am Theater an der Wien[9]
- 2016: Bayerischer Verdienstorden
- 2018: Opus Klassik als Sängerin des Jahres[10]
- 2020: Benennung eines Asteroiden nach ihr: (33034) Dianadamrau.[11]
- 2021: Bundesverdienstkreuz am Bande[12]

## Filme
- Diana Damrau – Diva divina. Neun Monate mit dem Opernstar. Dokumentarfilm, Deutschland, 2011, 52 Min., Buch und Regie: Beatrix Conrad, Produktion: arte, ZDF, Erstsendung: 7. Februar 2011 bei arte, Inhaltsangabe von ARD.
- KulturWerk mit Diana Damrau. Gespräch mit Video-Einspielung, Österreich, 2013, 44:30 Min., Moderation: Barbara Rett, Produktion: Don’t panic Productions, ORF III, Reihe: KulturWerk, Erstsendung: 19. November 2013 bei ORF III, Inhaltsangabe (Memento vom 4. März 2016 im Internet Archive) von ORF.

## Diskografie (Auswahl)

### CD
- COLORaturaS (Opernarien) mit dem Münchner Rundfunkorchester unter der Leitung von Dan Ettinger, 2009
- Opera & Concert Arias (Arien von Mozart) mit Jérémie Rohrer (Dirigent) und Le Cercle de l’Harmonie (Orchester), 2008
- Arie di bravura (Arien von Salieri, Mozart und Righini), 2007
- Mahler: Des Knaben Wunderhorn, mit Iván Paley
- Songs and Letters (Clara und Robert Schumann), mit Iván Paley, Martina Gedeck, Sebastian Koch
- Das himmlische Leben (Lieder von Berg, Mahler, Zemlinsky, Wolf, Strauss)
- Mozart: Zaide, mit dem Concentus Musicus Wien unter der Leitung von Nikolaus Harnoncourt, 2006
- Forever, Songs von Frederick Loewe, Eduard Künneke etc., mit Rolando Villazón
- Donizetti: Lucia di Lammermoor, 2014
- Fiamma del Belcanto, Werke von  Donizetti, Bellini, Puccini, Leoncavallo mit dem Orchestra del Teatro Regio di Torino unter der Leitung von Gianandrea Noseda, 2015

### DVDs
- Mozart: Die Zauberflöte (Königin der Nacht), Covent Garden, London 2003 und Salzburger Festspiele 2006
- Mozart: Die Entführung aus dem Serail (Konstanze), Oper Frankfurt 2004
- Mozart: Ascanio in Alba (Fauno), Salzburger Festspiele 2006
- Mozart: Le nozze di Figaro (Susanna), Mailand 2006
- Cerha: Der Riese vom Steinfeld (Die kleine Frau), Wiener Staatsoper 2002
- Strauss: Der Rosenkavalier (Sophie), Baden-Baden, 2013
- Verdi: Rigoletto (Gilda), Sächsische Staatsoper Dresden, Semperoper, 2010
- Rossini: Le comte Ory (Adèle de Formoutiers), Metropolitan Opera, New York 2012